# Runaway Brain
Runaway Brain (bra: Mickey e Seu Cérebro em Apuros) é um curta-metragem estadunidense lançado em 1995, produzido pela Walt Disney Feature Animation. O curta, estrelado por Mickey Mouse e Minnie Mouse, é centrado em Mickey tentando ganhar dinheiro para pagar um presente de aniversário para a Minnie. Ele candidata-se como assistente de laboratório do Dr. Frankenollie, mas descobre que o cientista está à procura de um doador para trocar o cérebro com um monstro que ele criou. Com animação de Andreas Deja, foi lançado pela primeira vez em 1995, em apresentações teatrais norte-americanas de A Kid in King Arthur's Court e em 1996, em apresentações teatrais internacionais de A Goofy Movie. Foi o último curta de animação cinematográfico original do Mickey Mouse até Get a Horse! em 2013.
Apesar de receber uma recepção controversa entre o público, o curta foi nomeado para o Oscar de melhor curta-metragem de animação no 68º Oscar. Referências posteriores ao desenho animado foram feitas em mídias relacionadas à Disney, como o videogame Kingdom Hearts 3D: Dream Drop Distance.

## Sinopse
Em uma noite escura e tempestuosa na cidade de Bumblyburg, Minnie visita Mickey enquanto ele está jogando um videogame de Branca de Neve e os Sete Anões e fica furiosa ao descobrir que esqueceu o aniversário de seu primeiro encontro devido ao seu vício no jogo. Mickey surge com a ideia de última hora de levá-la a um campo de minigolfe e lhe mostra um anúncio de jornal, mas em vez disso ela nota outro anúncio para uma viagem ao Havaí, que custa dez mil dólares e confunde com o presente de Mickey. Mickey se preocupa com a possibilidade de ganhar dinheiro suficiente para a viagem, quando Pluto lhe mostra um anúncio para trabalhar com um cientista maluco chamado Dr. Frankenollie para um dia de "trabalho irracional" que pagaria mil dólares.
Ao chegar à casa do Dr. Frankenollie, que parece com um primata, Mickey é jogado de um alçapão no laboratório do doutor; ele revela um plano para trocar o cérebro de Mickey com o da criatura de 12 metros de altura chamada Julius. O experimento provoca uma explosão que mata Frankenollie, mas a transferência do cérebro é um sucesso, com a mente de Mickey terminando no corpo gigante de Julius e Julius no controle do corpo de Mickey.
Julius encontra a carteira de Mickey e nota uma foto de Minnie, com quem ele instantaneamente se apaixona. Ele escapa do laboratório de Bumblyburg e encontra Minnie enquanto ela está comprando trajes de banho; Minnie imediatamente confunde Julius por Mickey. Mickey chega no corpo de Julius para salvar Minnie, mas Minnie o confunde com um monstro e grita por ajuda até que Mickey a convence de quem ele é e a coloca no topo de um prédio semelhante ao Empire State Building (sem sua antena, apenas com um telhado muito plano), a torre de Bumblyburg, o edifício mais alto em Bumblyburg, que tem 200 andares ou andares (2.000 pés ou 610 metros) de altura.
Julius continua a perseguir Minnie, levando a uma batalha entre Mickey e Julius, durante a qual eles pousam em uma linha telefônica e são quase eletrocutados. No entanto, isso também faz com que suas mentes voltem a seus corpos originais. Mickey continua lutando contra Julius, os dois chegando ao do prédio de 200 andares e ele consegue resgatar Minnie e amarrar Julius com uma corda. Mickey usa um enorme outdoor para uma escapadela de férias no Havaí para suspender Julius pelas ruas da cidade de Bumblyburg,  Finalmente, os dois viajam juntos para o Havaí em um barco inflável puxado por Julius enquanto ele nada após a foto de Minnie na carteira de Mickey, que é anexada a uma linha de pesca tripulada por Mickey.

## Lançamento e recepção
Em termos de recepção geral, a natureza macabra do enredo da animação trouxe críticas de alguns fãs da Disney, devido ao contraste com o tom luminoso de desenhos anteriores do Mickey Mouse. Andy Mooney, então presidente da unidade de produtos de consumo da Disney, comentou no Los Angeles Times em 2003 que "o fato de que Mickey estava possuído era muito perturbador” para algumas audiências, embora o personagem “supere isso".
O filme foi exibido fora da competição no Festival de Cannes de 1996. Foi lançado pela primeira vez na América do Norte em 11 de agosto de 1995 com A Kid in King Arthur's Court, em 12 de setembro de 1996 com O Corcunda de Notre Dame na Austrália e em 18 de outubro de 1996 anexado a A Goofy Movie no Reino Unido. O curta seria relançado com 101 dálmatas, enviado para os cinemas com a versão curta em 1996, mas a Disney pediu aos donos de cinemas que o removessem de todos os filmes e o substituíssem por trailers dos próximos filmes da Disney. Além disso, o curta foi relançado com as exibições de George, o Rei da Floresta em 1997.

O curta foi nomeado para o Oscar de melhor curta-metragem de animação no 68º Oscar, em que perdendo para o curta Wallace & Gromit: A Close Shave.
Runaway Brain foi lançado quase uma década depois em DVD, como parte da coleção Walt Disney Treasures Mickey Mouse in Living Color, vol. 2 em 2004. Ele também está disponível para um download digital exclusivo na Movies Anywhere (antiga Disney Movies Anywhere) com a Coleção de curtas-metragens da Walt Disney Animation Studios (mas não está incluído no box de Blu-Ray/DVD).